# Mimosa spirocarpa
Mimosa spirocarpa är en ärtväxtart som beskrevs av Joseph Nelson Rose. Mimosa spirocarpa ingår i släktet mimosor, och familjen ärtväxter. Inga underarter finns listade i Catalogue of Life.